# Укріплення Родосу
Укріплення Родосу — середньовічні укріплення в місті Родос, розташованому на одноіменному грецькому острові. Укріплення міста Родос мають форму оборонного півмісяця навколо середньовічного міста і складаються головним чином із оборонного муру довжиною понад 4 км з контрескарпом, бастіонами, ровом, вежами, фортами та гласисом. Укріплення почали будуватися лицарями госпітальєрами, починаючи з 1309 року, шляхом посилення існуючих візантійських стін.

## Історія

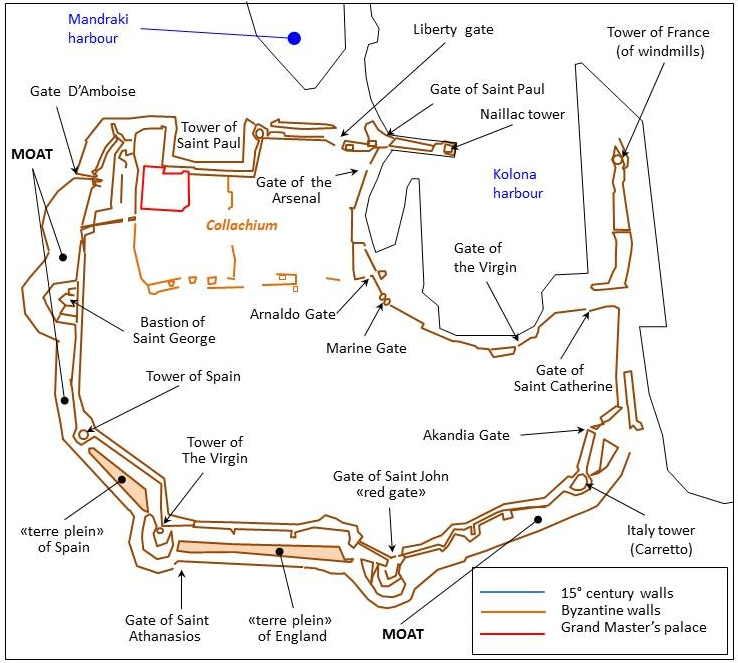
Карта укріплень Родоса

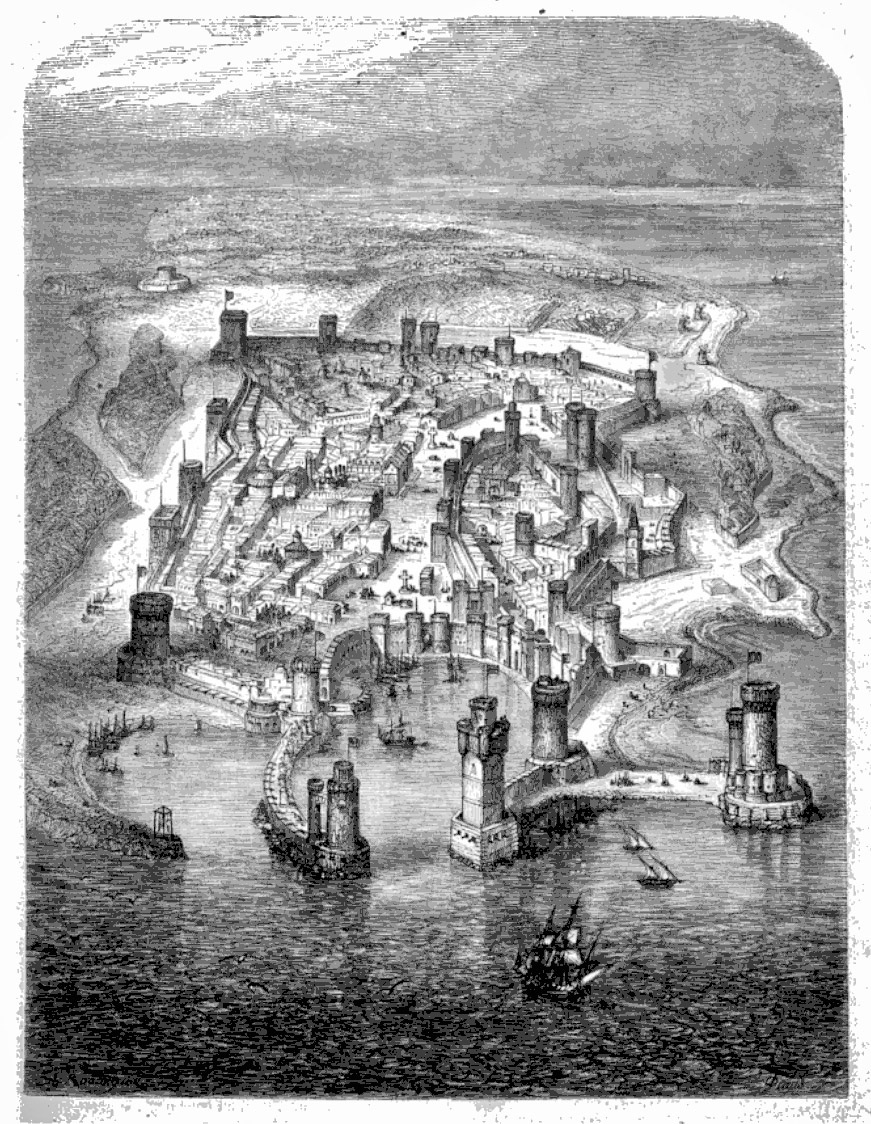
Облога Родоса 1480 рік

Завдяки своєму географічному положенню як воріт в Егейське море, Родос завжди мав вигідне розташування на торгових шляхах між Заходом та Сходом і був важливою зупинкою завдяки добре захищеним гаваням. У елліністичний період наприкінці IV століття до нашої ери місто Родос уже було оточене оборонними мурами, що дозволило протистояти у 305 р. до н. е. облозі македонського царя Деметрія I Поліоркета.
Філо́н Візанті́йський, автор трактату про військові машини та механізми для облоги міста «Поліоркетика», перебував на Родосі в ІІІ столітті до нашої ери і висловив своє захоплення його мурами. Землетрус 226 р. до н. е. сильно пошкодив укріплення, але незабаром вони були відновлені. Пізніше візантійці збудували фортецю у найвищій частині міста.
Коли лицарі-госпітальєри в 1309 році завоювали острів, місто все ще було багатим, але занепадало. Родос зазнав економічного зростання завдяки багатству, яке лицарі привезли зі Святої Землі, та спадщині тамплієрів, переданій госпітальєрам після розпуску тамплієрського ордену в 1312 році за результатами В'єннського собору. Багатство острова зацікавило османів із узбережжя Туреччини, яке лежить за 18 км. Лицарі розпочали безперервні роботи над укріпленнями, які відносно недавно перед цим були відремонтовані (у 1275 році) включаючи обороні споруди на півдні історичного візантійського міста та модернізуючи укріплення з врахуванням нових військових прийомів фортифікації з врахуванням практики застосування артилерії під час облоги. Укріплення стіни в ширину призводило до того, що вежі частково (на 2—3 метри) виступали за межі стін та спочатку з внутрішньої сторони не були захищені. Потім частина веж перебудована в кругі, а частина захищена попереду бастіонами.
Госпітальєри мали значний досвід будівництва фортець і укріплень протягом майже трьох століть перебування у Святій Землі, проте еталонною моделлю для побудови фортифікації були Феодосієві стіни Константинополя, які протягом століть протистояли облогам.
Під час правління Великих магістрів Хуана Фернандеса де Ередії (1377—1396) та Філібер де Найяк (1396—1421) візантійські стіни були майже повністю відбудовані.
Розширенням стін займався Великий магістр Антоніо Флюв'ян де ла Рів'єр. Завдяки розширенню середньовічне місто Родос досягло нинішньої площі близько 42 гектарів (104 акри). Мур був закінчений між 1457 і 1465 рр. При цьому візантійські укріплення були зруйновані, а з них залишилась лише частина старого форту, відомого за часів лицарів як Коллахіум (грец. Κολλάκιον).
У 1440 р. мамелюки безуспішно намагалися завоювати місто, взявши його на 40 днів в облогу. До цієї облоги укріплення захищали квадратні башти, відкриті з сторони міста, оточені сухим ровом. Опісля госпітальєри почали будувати круглі башти.
У 1480 році Родос був обложений військами Мехмеда II Фатіха, але армія завойовника Константинополя, укомплектована 100 000 військовими та 170 кораблями, була відбита завдяки хоробрості лицарів і сильними укріпленнями міста. Після успішного відбиття нападу орден отримав значні пожертви, що дозволило ще більше укріпити місто.
Докладніше: Облога Родоса (1480)
У 1481 р. на острові стався руйнівний землетрус, який спричинив серйозні пошкодження будинків та укріплень та близько 30 000 жертв. Лицарі завдяки значним фінансовим вкладенням змогли в обмежені строки відбудувати найважливіші палаци міста та укріплення. У наступні роки Великі магістри П'єр Д'Обюссон, Емері д'Амбуаз, Фабріціо дель Карретто і Філіпп де Вільє де л'Іль-Адам наказували відбудувати укріплення для їх протидії артилерійським обстрілам. З цією метою вони закликали на Родос найкращих італійських військових архітекторів, таких як: Маттео Джоені, Базіліо делла Скуола, Джероламо Бартолуччі та Габріеле Тадіно да Мартіненго. Два останні були присутні на Родосі під час його останньої облоги в 1522 році.
Різні магістри здійснювали модернізації фортифікаційних споруд у різних напрямках. Так, великі магістри Жак де Міллі та П'єро Раймондо Цакоста посилювали вежі та ворота, а Джованні Баттіста Орсіні поглиблював рів і розбудовував стіну зі сторони моря. П'єр д'Обюссон зменшив кількість наземних воріт з семи до чотирьох, які укріпив, розширив рів та посилив земляні вали. Великий магістр Фабріціо дель Карретто, своєю чергою завдяки забутовці стін землею втричі збільшив товщину наземної стіни. В результаті південна та західна стіни укріплень стали суцільною гарматною галереєю шириною не менше 7 метрів (3,5 метра і висоту 15 метрів на початку розбудови і 12 метрів в товщину і щонайменше 20 метрів у висоту в 1522 році), що дозволяло розвертати гармати в різні сторони та обстрілювати найбільш небезпечні атаки ворога.
Після того, як Османська імперія завоювала Родос у 1522 році, укріплення не були зруйновані, а здійснювався їх ремонт та обслуговування технічного стану.
Докладніше: Облога Родоса (1522)
Укріплення Родосу фактично були заморожені в часі в 1522 році, тому Родос — одне з небагатьох обнесених стінами міст, що все ще демонструє перехід між класичними середньовічними укріпленнями та сучасними. Укріплення, які й нині охоплюють середньовічну частину міста, були відновлені під час італійського правління островом (1912—1943 роки) та в сучасний період (2011 рік). Тривають їх вивчення, відновлення та підтримання в належному стані.
Назви укріплень, які застосовуються нині, в основному пов'язані з іменами великих магістрів ордену госпітальєрів, за яких їх було збудовано, або з військами, лицарі яких розмовляли однією мовою і відповідали за відповідний сектор оборони (італійська мова, іспанська мова, англійська мова та ін.). Як і більшість оборонних мурів, укріплення Родосу були побудовані за допомогою техніки так званої бутовою кладки, яка дозволяє отримати велику масу, здатну протистояти пострілам із гладкими зовнішніми кам'яними гранями, щоб уникнути підйому ворога.
Фортифікація, яку здійснювали лицарі, була спрямована на досягнення міцності оборони, забезпечення потужного флангового вогню по ворогах. На охорони міста окрім будівництва нових укріплень лицарі розмістили на стінах рельєфи ангелів.
Після того як госпітальєри покинули Родос, вони в 1530 році оселились на Мальті у містечку Біргу, де побудували укріплення в стилі, подібному укріпленням Родосу.
Докладніше: Укріплення Біргу

## Ворота середньовічного міста Родос

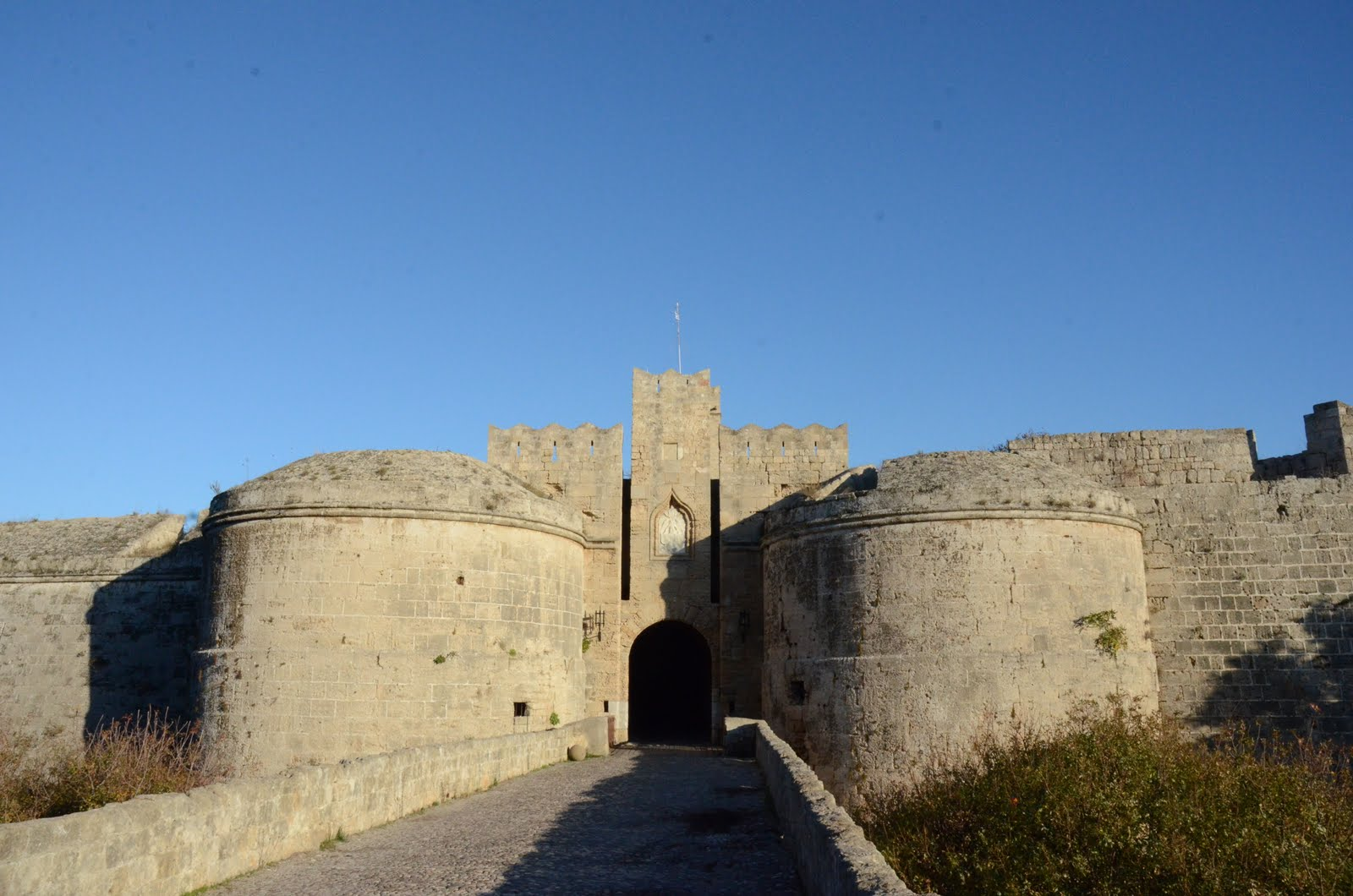
Ворота д'Амбуаза

В середньовічній частині міста Родос є 11 воріт, датованих різними періодами. Стародавні ворота Святого Георгія були закриті Великим магістром Обюссоном після облоги 1480 року і перетворені на бастіон. Починаючи від Палацу Великого магістра, з північного заходу на південь, ідуть такі ворота:

### Ворота д'Амбуаза
Ворота д'Амбуаза (грец. Πύλη ντ’Αμπουάζ) — це великі ворота безпосередньо перед Палацом Великого магістра. Вони мають потрійні ворота, які розміщені за головними воротами брами, укріплені двома круглими вежами та критим входом. Ці ворота побудовані Великим магістром Емері д'Амбуазом в 1512 році. Османи називали загальну систему воріт Егрі Капі (Скручені ворота). Збереглися залишки старовинних дерев'яних дверей з шипами. Прохід через ці ворота також прикривали гармати, розташовані на Бастіоні Святого Георгія.

### Ворота Святого Афанасія

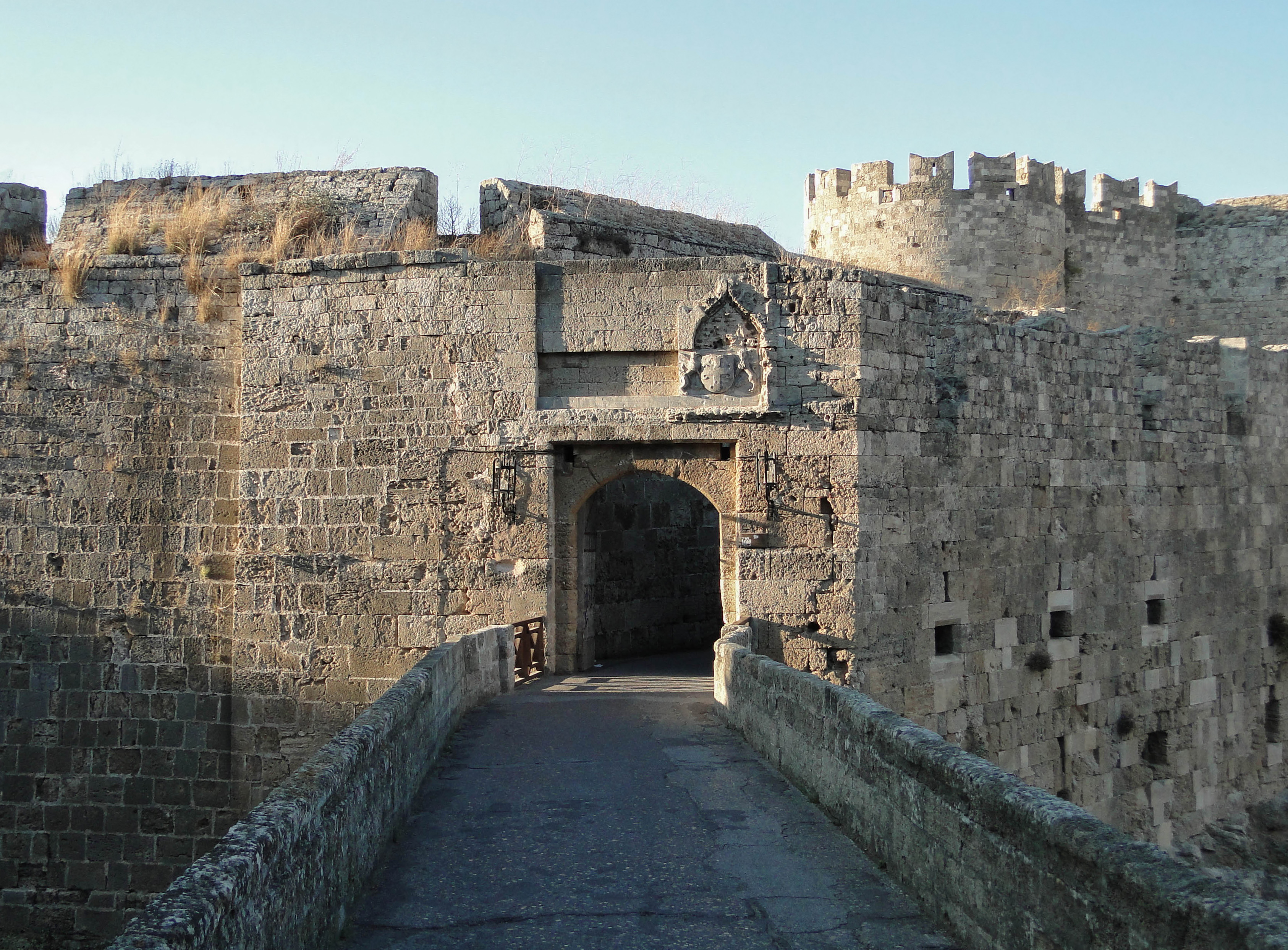
Ворота Святого Афанасія

Ворота Святого Афанасія (грец. Πύλη Αγίου Αθανασίου) були побудовані між 1441 і 1442 роками. Місцевим жителям вони також відомі як Ворота Святого Франциска, оскільки біля воріт розташована церква Святого Франциска Ассизького, побудована італійцями. Кругла вежа Святої Марії, що контролювала вхід у браму, була побудована у 1441 році великим магістром Жаном де Ластіком.
За турецькою традицією через ці ворота на Родос увійшли війська завойовника Сулеймана I Пишного. Ворота зачинив султан, який бажав уникнути того, щоб будь-який інший завойовник міг пройти за ним. Ймовірно, ворота були замуровані в 1501 році госпітальєрами з міркувань безпеки. Вони був знову відкриті італійцями в 1922 році під час 400-ї річниці завоювання Родосу османами.

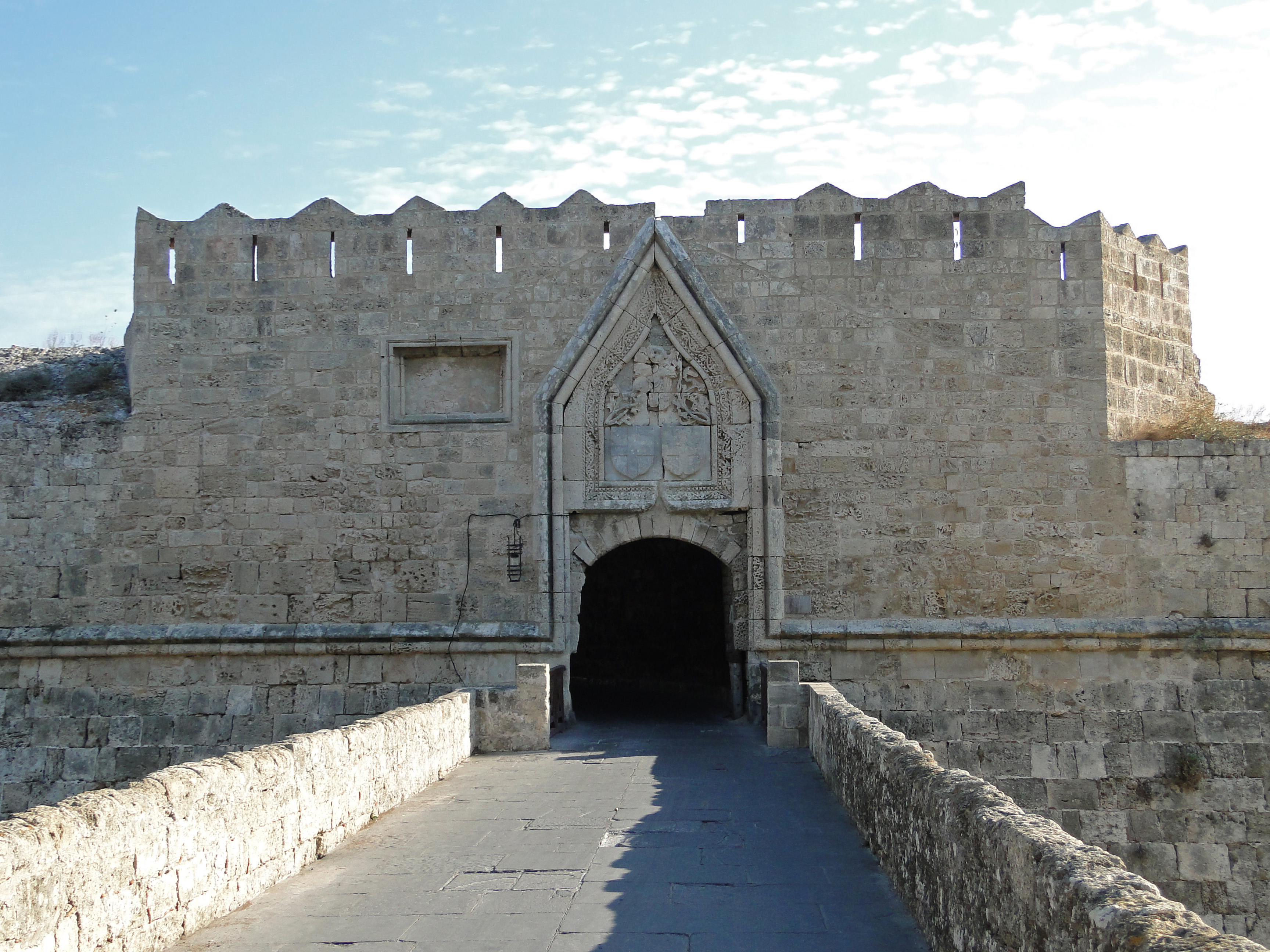
Ворота Святого Івана

### Ворота Святого Івана
Ворота Святого Івана (грец. Πύλη Αγίου Ιωάννου) також відомі як «Червоні ворота». За переказами під час облоги 1522 року перед цією брамою було стільки вбитих людей, що камені були пофарбовані в червоний колір. Зовнішня частина воріт Святого Івана була побудована Великим магістром д'Обюссоном для захисту попередніх укріплень, побудованих великими магістрами Антоніо Флювьяном де ла Рів'єрою, Жаком де Міллі та П'єро Раймондо Цакостою. У 1912 році італійські війська увійшли в місто через ці ворота.

### Ворота Акандія
Ворота Акандія (грец. Πύλη Ακαντιάς) були зроблені італійською адміністрацією в 1935 році в частині укріплень, розташованій на північний схід від бастіону Дель-Каретто для з'єднання торгового порту з південно-східною зоною міста за межами середньовічного міста. З цієї нагоди була прокладена нова вулиця Алхадефф, яка з'єднала Ворота Акандії з Воротами Богородиці.

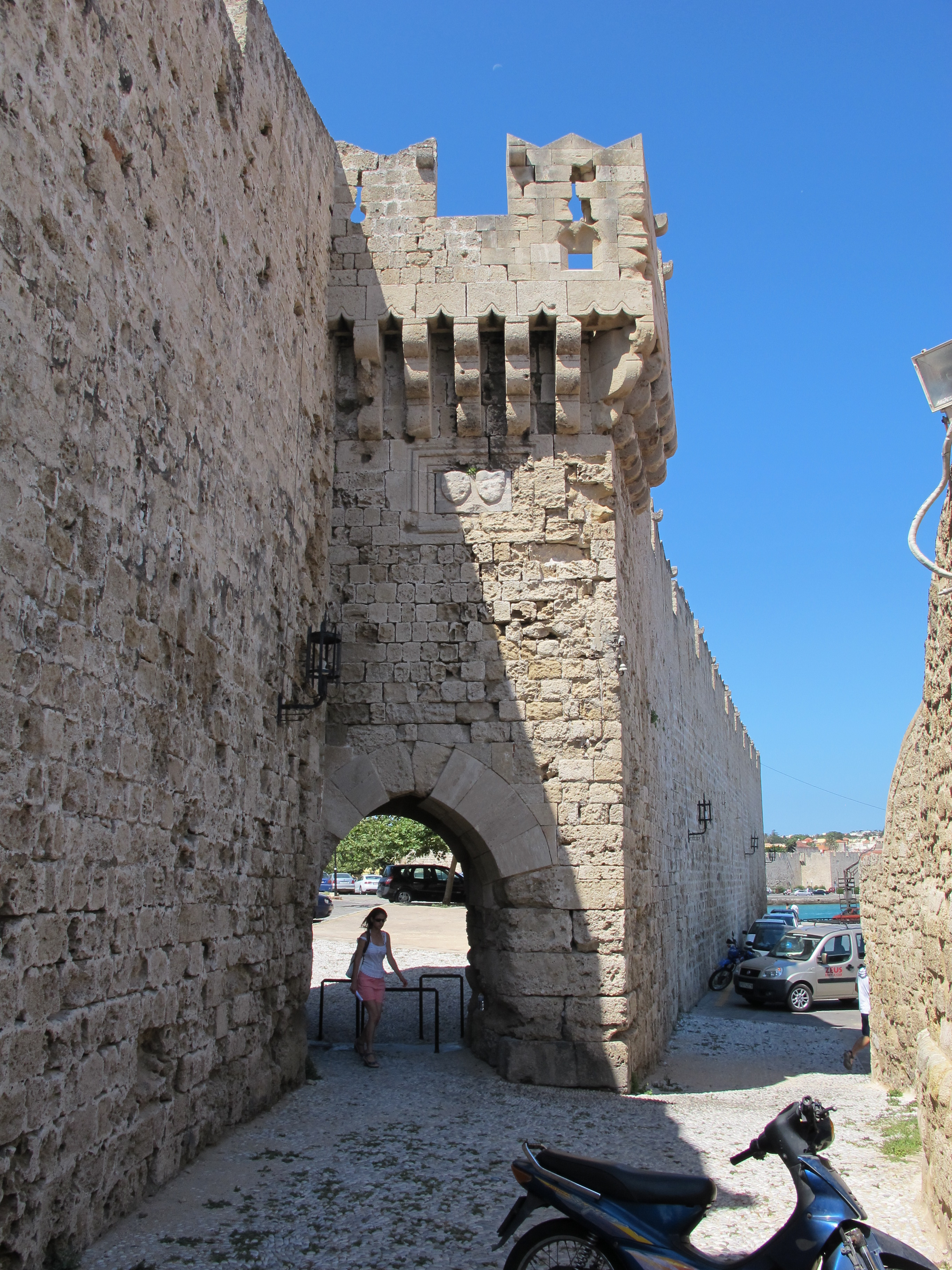
Ворота Святої Катерини

### Ворота Святої Катерини
Ворота Святої Катерини (грец. Πύλη της Αγίας Αικατερίνης) також відомі як Ворота Вітряків, оскільки дозволяли дістатися до зернових млинів в гавані з торгової частини міста.

### Ворота Богородиці

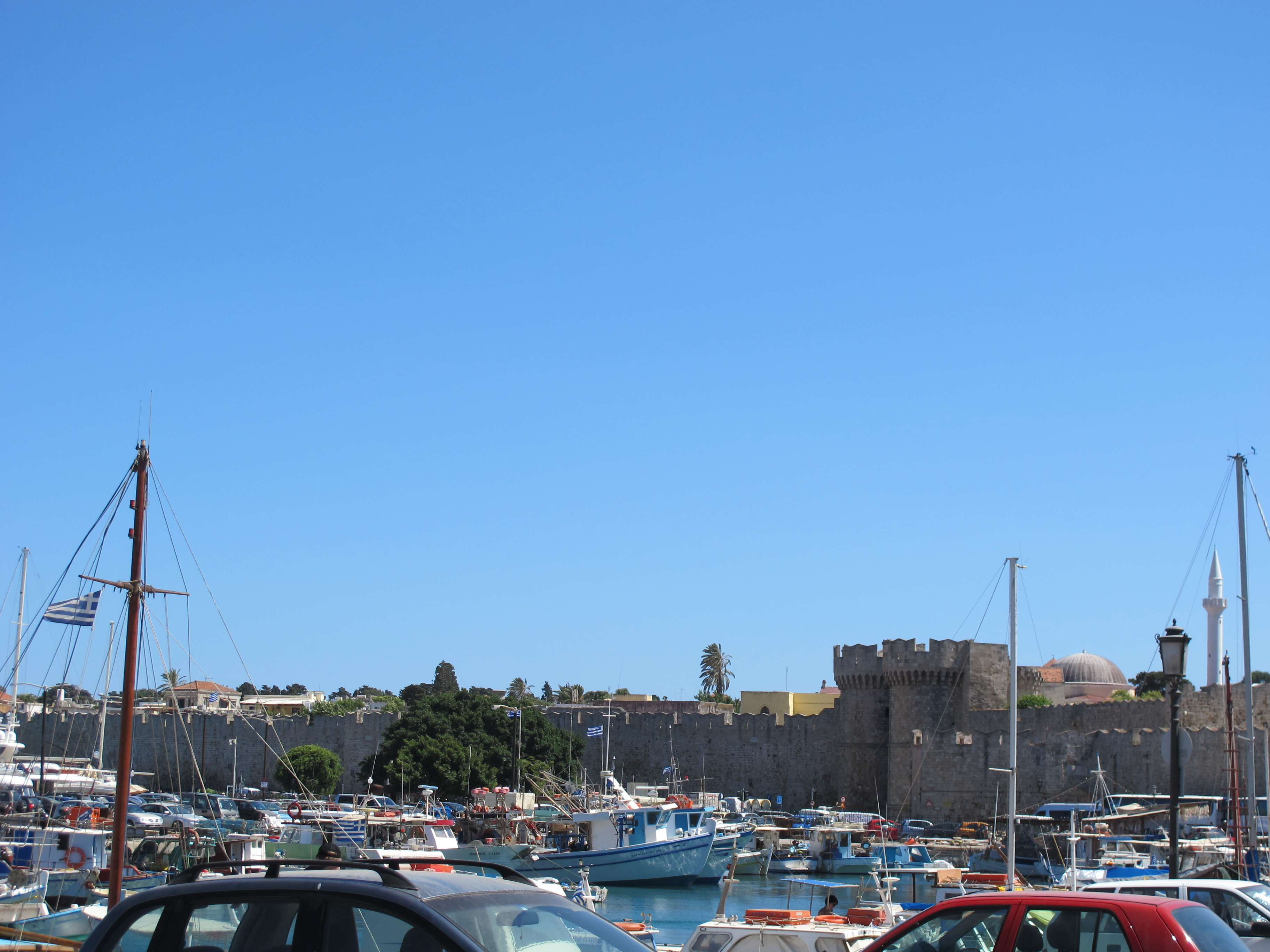
Морські ворота

Ворота Богородиці (грец. Πύλη Παναγίας) — це сучасні ворота, передбачені в генеральному плані міста італійською адміністрацією для руху транспортних засобів, але відкриті лише в 1955 році грецькою адміністрацією. Їх назва походить від церкви Богородиці («Virgin of the Burgh», або «Діви Хори», «Хора» означає «головне місто»), розташованої поруч. Назва «Бург» походить від буржуа, що населяли цю частину міста.

### Морські ворота
Морські ворота (грец. Πύλη Θαλασσινή) були головним входом у місто з порту. Їх оборонні башти мали важливе значення, оскільки вони перекривали невеликий простір між набережною та стінами тому жодна армія ніколи не могла б здійснити успішну атаку з цього боку укріплень.
Ці ворота це парадний вхід. На рельєфах, розміщених на стінах, розташовано зображення Діви Марії, святого Івана та святого Петра. На гербах під рельєфом були зображені геральдичні символи короля Франції, символи ордену госпітальєрів. Під час Другої світової війни обстріли військ антигітлеровської коаліції зруйнували верхню частину Північної вежі. У 1951 році брама була відновлена грецькою адміністрацією разом із Воротами Святого Павла.

### Ворота Арнальдо

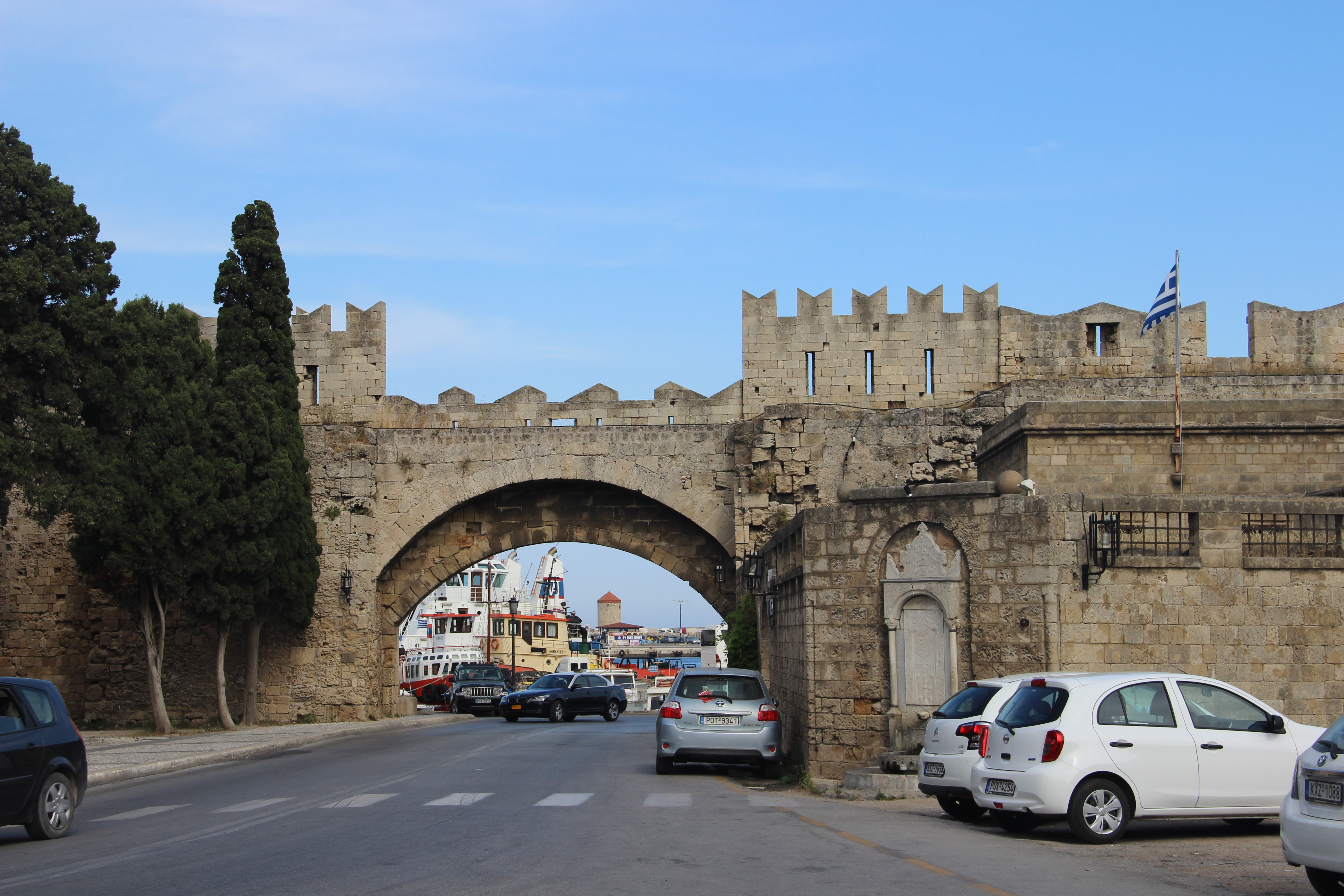
Ворота Арсеналу

Ворота Арнальдо — це маленькі ворота, що ведуть до Нової лікарні Святого Іоанна, в якій в даний час розміщений Археологічний музей Родосу.

### Ворота Арсеналу
Ворота (грец.: Πύλη Ταρσανά) були побудовані протягом XIV століття великим магістром Хуаном Фернандесом де Ередією, герб якого розташовується на вершині воріт, як і зображення Святого Павла, розміщеного П'єром д'Обюссоном. Між цими воротами та Воротами Святої Катерини розташовувався арсенал лицарів. У 1908 році османська адміністрація знесла бічні вежі, щоб розширити під'їзну дорогу до гавані Колона. Сьогодні завдяки прямому сполученню з воротами Свободи це дозволяє швидко переправляти транспортні засоби між гаваню Колона та новим містом.

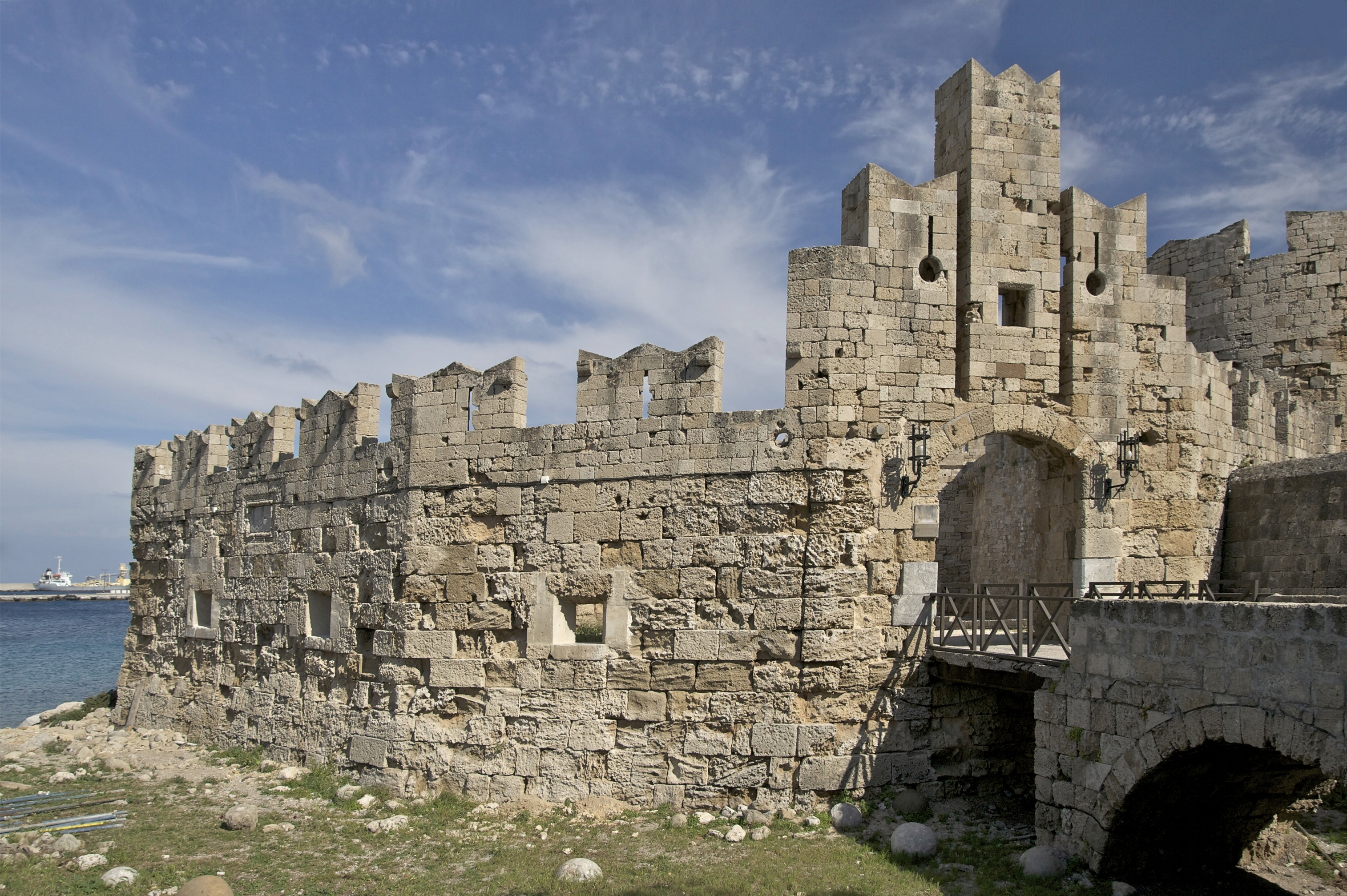
Ворота Святого Павла

### Ворота Святого Павла
Ворота Святого Павла (грецькою мовою: Πύλη Αγίου Παύλου) були побудовані у другій половині XV століття, щоб забезпечити доступ до укріпленого міста та гавані. Ворота Святого Павла були майже повністю зруйновані під час Другої світової війни і були відновлені разом з Морськими воротами в 1951 році.

### Ворота Свободи
Ворота Свободи були відкриті італійцями в 1924 році, як симвої того, що вони «визволителі» від османського панування. Це головний вихід до гавані, який дозволяє з'єднати гавані Колона та Мандракі. Хоча це сучасні ворота, вони були побудовані з дотриманням архітектурного стилю середньовічних воріт. Дорога, яка пролягає через них, продовжується через Ворота Арсеналу.

## Бастіони та вежі

### Бастіон святого Георгія

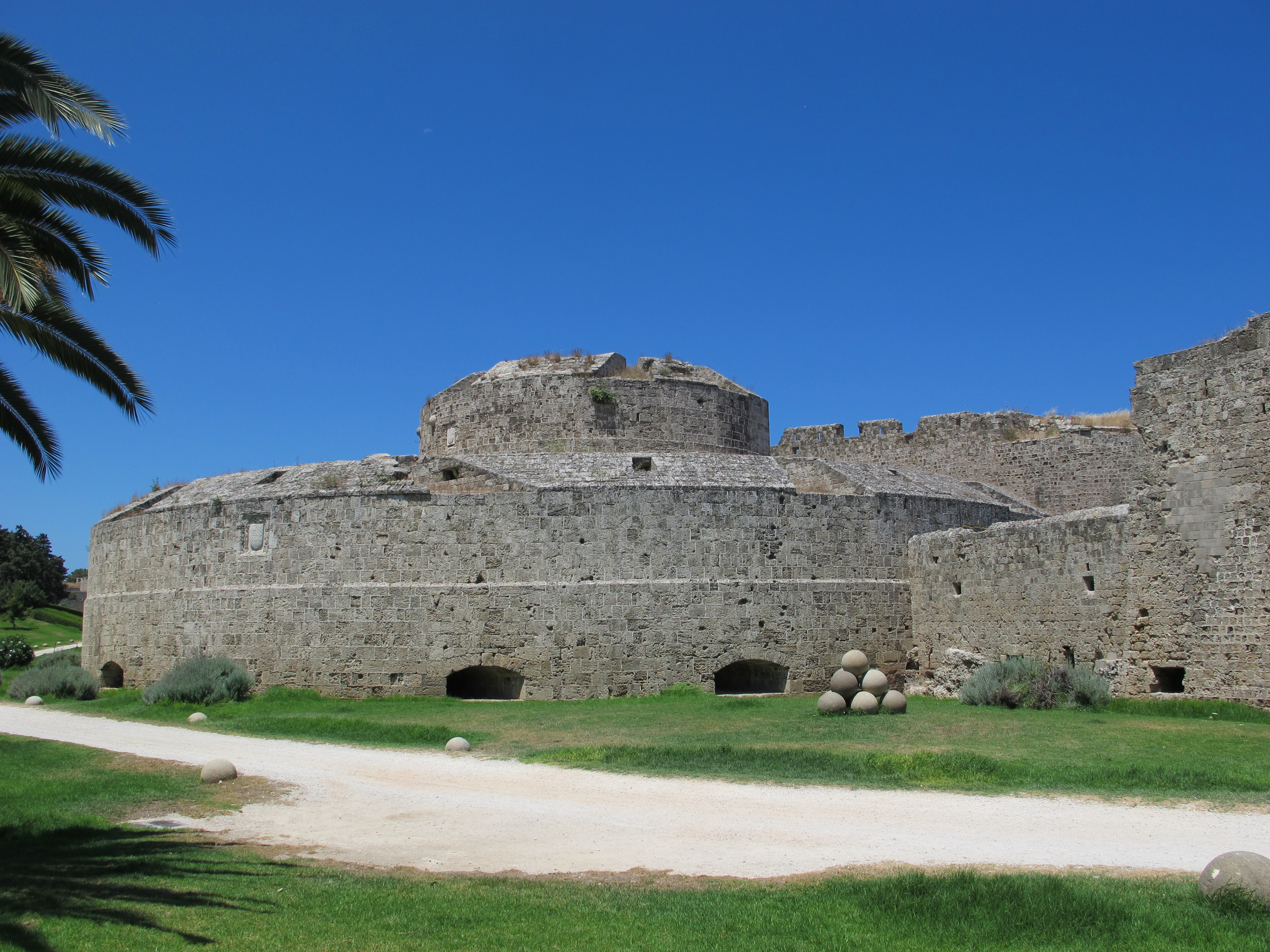
Італійський бастіон з казематами, які дозволяли вести вогонь на рівні рову

Бастіон святого Георгія має п'ятикутну форму і є одним із прикладів воріт, перетворених на бастіон шляхом подальших модифікацій, що відбувались до 1522 року. До бастіону додано терреплін. Проєкт його кінцевої перебудови був розроблений італійським архітектором Базіліо делла Скуола та містить герб останнього великого магістра ордену на Родосі Філіпп де Вільєра де л'Іль-Адама.

### Італійський бастіон

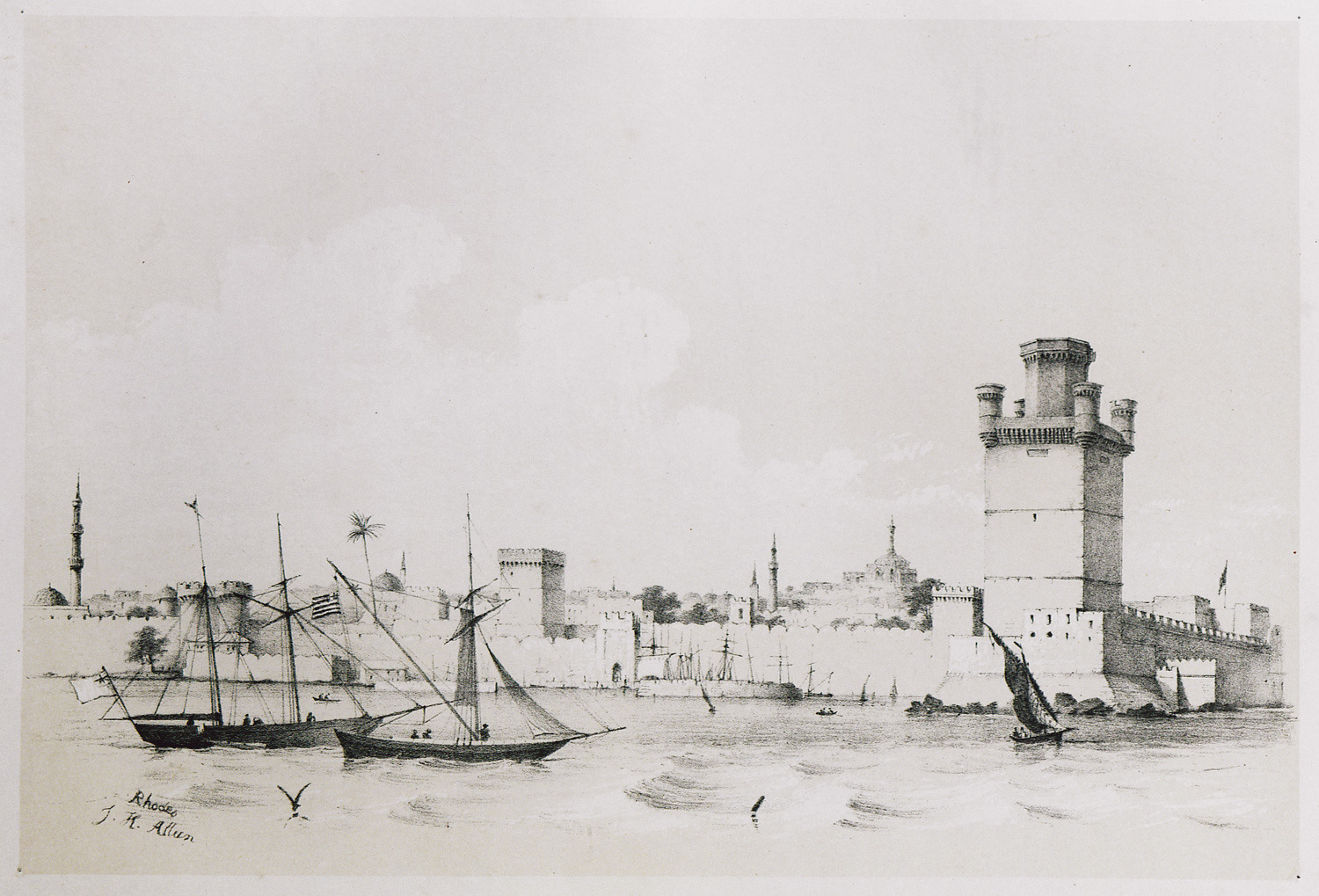
Вежа Найака — Джон Аллан (1843 рік)

Італійський бастіон або Бастіон дель Каретто — це місце, де війська Мехмеда II Фатіха під час облоги 1480 року в складі 300 яничар прорвали оборону, проте потім були знищені лицарями, що стало переломним моментом в облозі. Великий магістр Фабріціо дель Карретто укріпив його бойовим ходом для забезпечення захисту артилерійських батарей.

### Вежа Найака

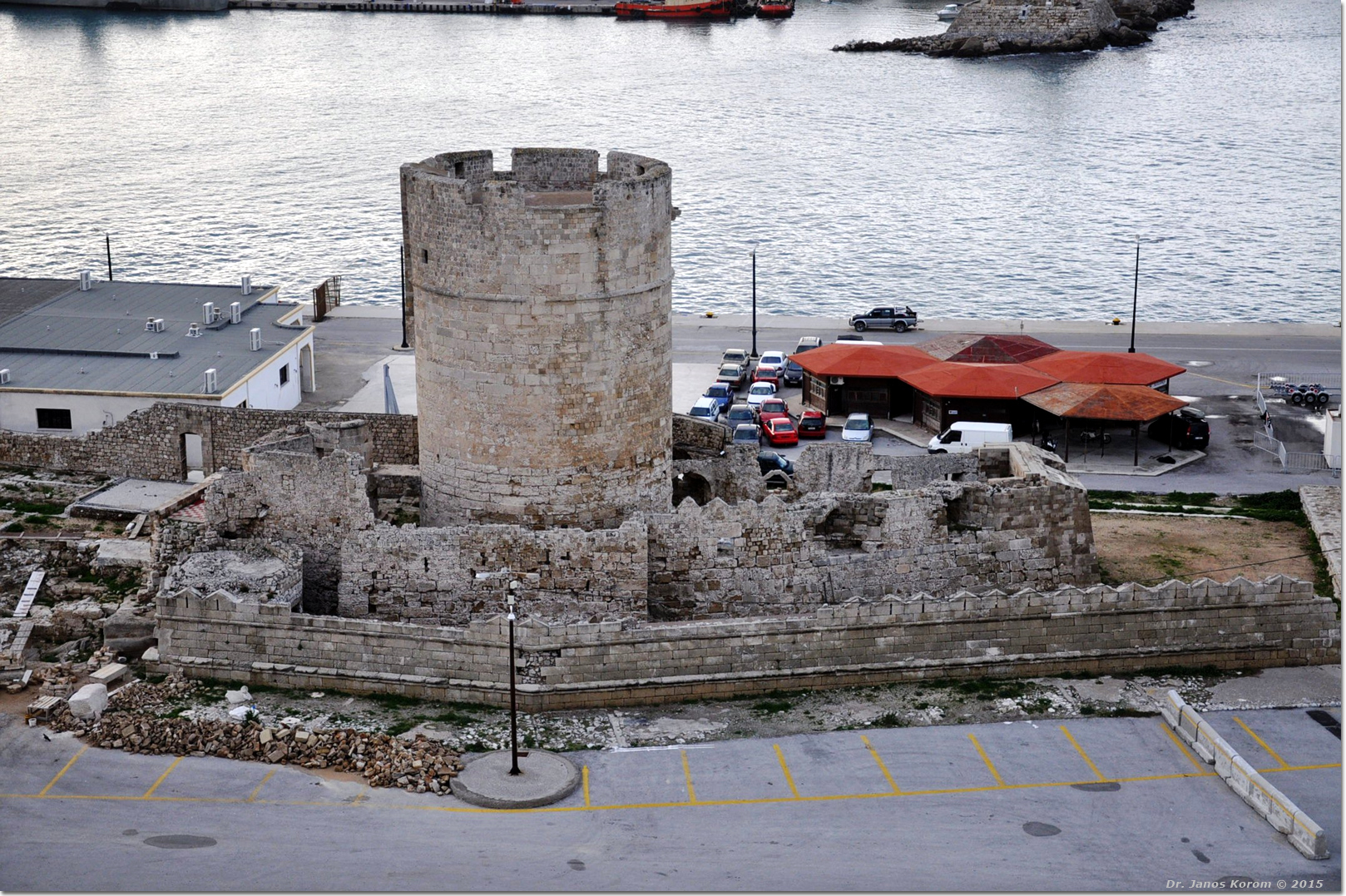
Французька вежа

Вежа побудована між 1396 і 1421 роками великим магістром Філібером де Найяком на схід від Воріт Святого Павла, та прикривала комерційну гавань. Вона мала квадратну форму, як і багато інших середньовічних веж до використання пороху в артилерії, і була заввишки 46 м (145 футів). Це була настінна вежа над гаванню, яка використовувалася як сторожова вежа. Вона була пошкоджена під час землетрусів XIX століття і знесена османською адміністрацією, щоб уникнути пошкодження кораблів. Від вежі залишились частини стін та міст, який вів до вежі.

### Вежа вітряків
Вежа також відома як «Французька вежа» або «Вежа Ангела». Це була одна з двох веж, що захищали комерційну гавань. Вона була побудована на природному молі на схід від гавані за Великого магістра П'єра Раймондо Цакости та укріплена бастіоном після першої облоги Родоса (1480 року) за Великого магістра д'Обюссона. На вежі був герб Франції (звідси одна з її назв). На молі спочатку було 13 вітряків, з яких на цей час залишився лише один.

### Вежа та форт Святого Миколая
Мандракі (грец. Μανδράκι) була військовою гаванню і охоронялась вежею, збудованою між 1464 і 1467 роками Великим магістром П'єро Раймондо Цакостою в кінці природнього молу. Після облоги Родосу в 1480 році Великий магістр д'Обюссон додав бастіон навколо вежі, перетворивши її на морський форт.

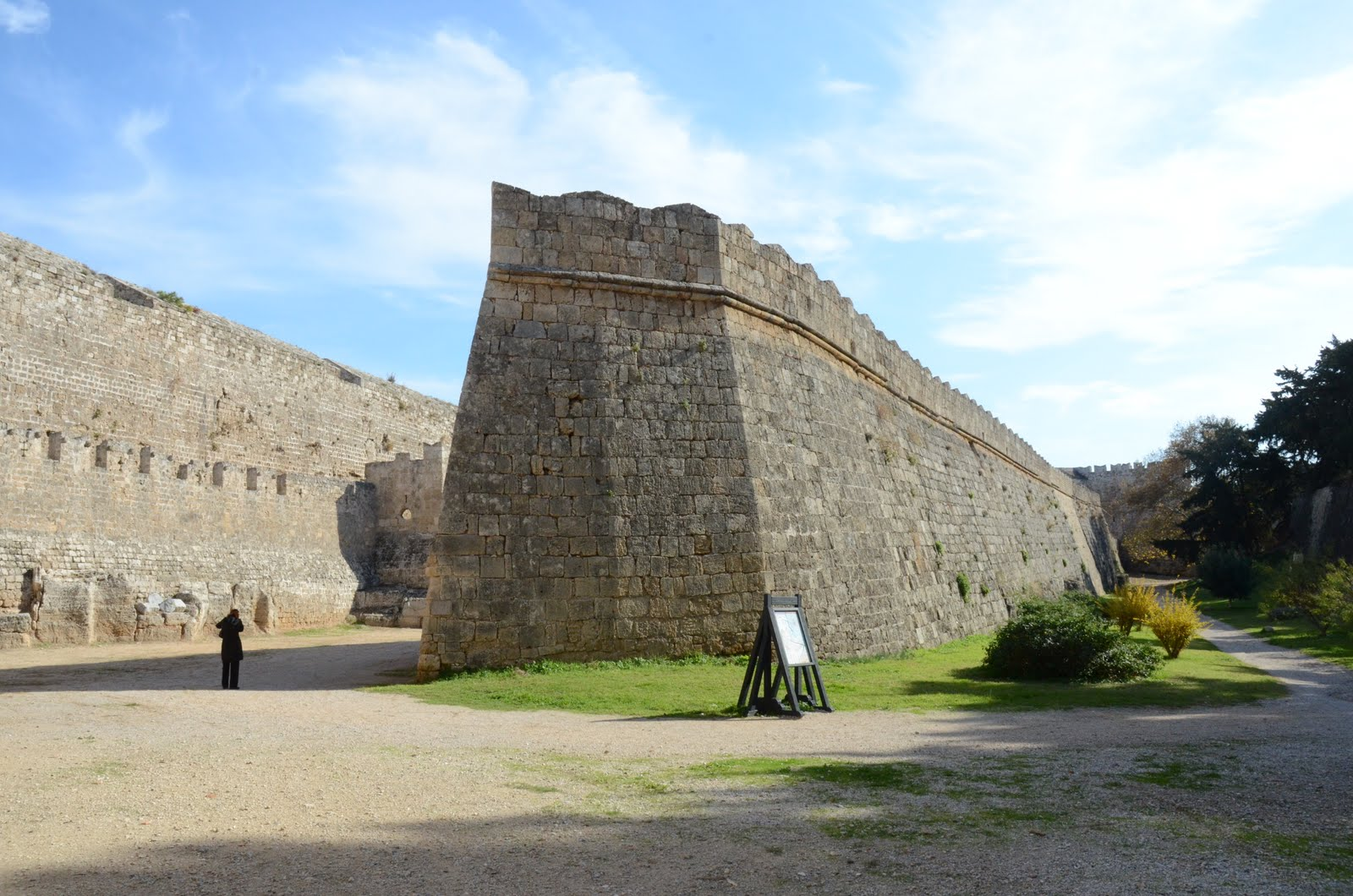
Іспанський терреплін

Докладніше: Форт Святого Миколая

### Іспанський терреплін
Цей терреплін був побудований в середині рову разом з іншими двома після облоги 1480 р. Він запобігав гарматному обстрілу прямою наводкою в стіну. За умови, якби нападники потрапили в оборонний рів, до рову можна було дістатися підземними ходами, які можна було швидко підірвати у разі відходу. У 1522 році османи намагався підірвати його проклавши тунелі під ровом. Іспанський терреплін розміщений у південно-західній частині стін збоку від Воріт Святого Афанасія і охоронявся інспанськомовними лицарями.

### Англійський терреплін

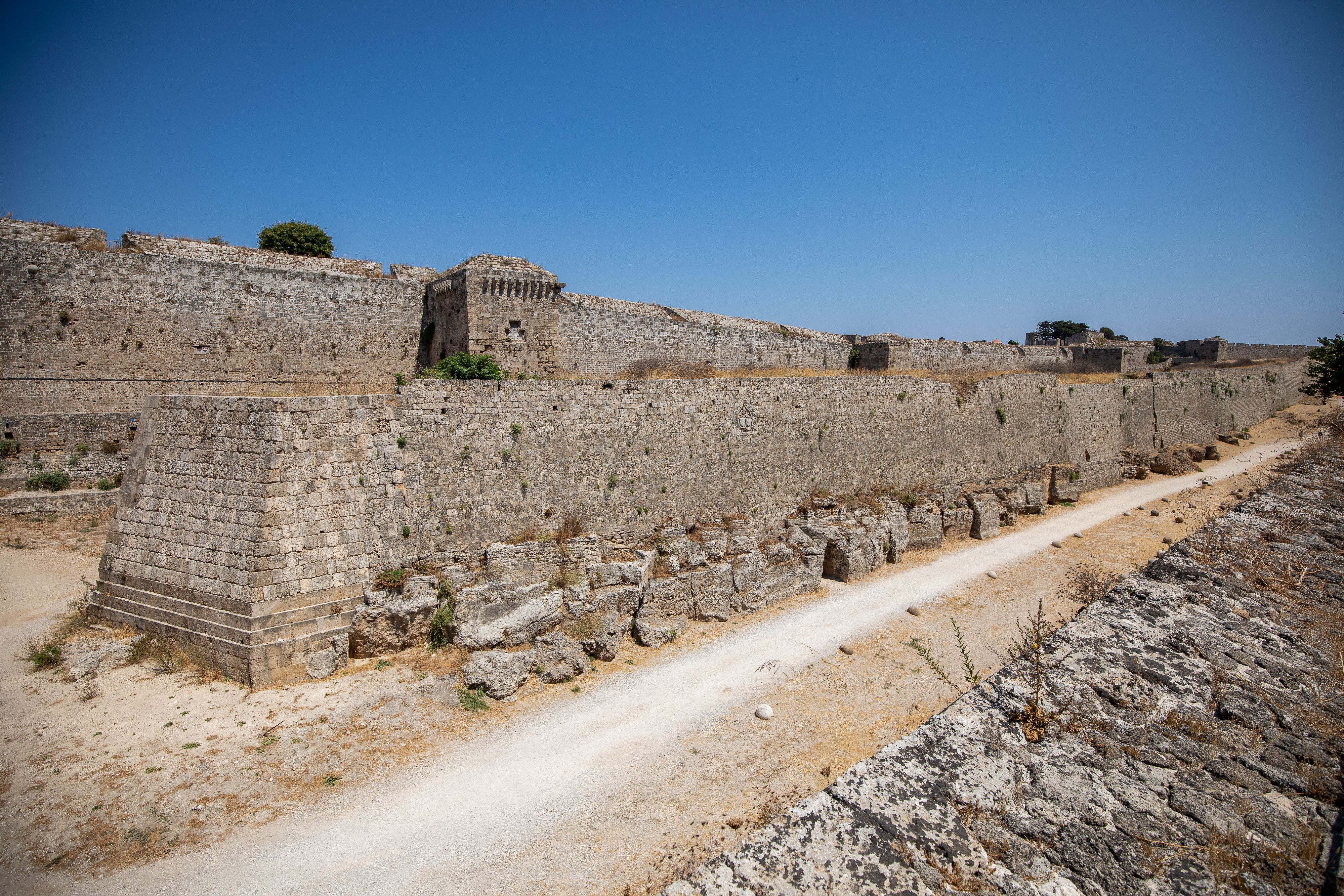
Англійський терреплін

Англійський терреплін, озміщений на південній стороні стін між Брамою Святого Афанасія та Брамою Святого Іоанна. Він охоронявся англомовними лицарями.

### Італійський терреплін
Італійський терреплін був розташований у південно-східній частині стіни на північ від Італійського бастіону та охоронявся італомовними лицарями. Він був частково зруйнований і розділений на три частини італійською адміністрацією, щоб відкрити ворота Акандії.

## Фотогалерея

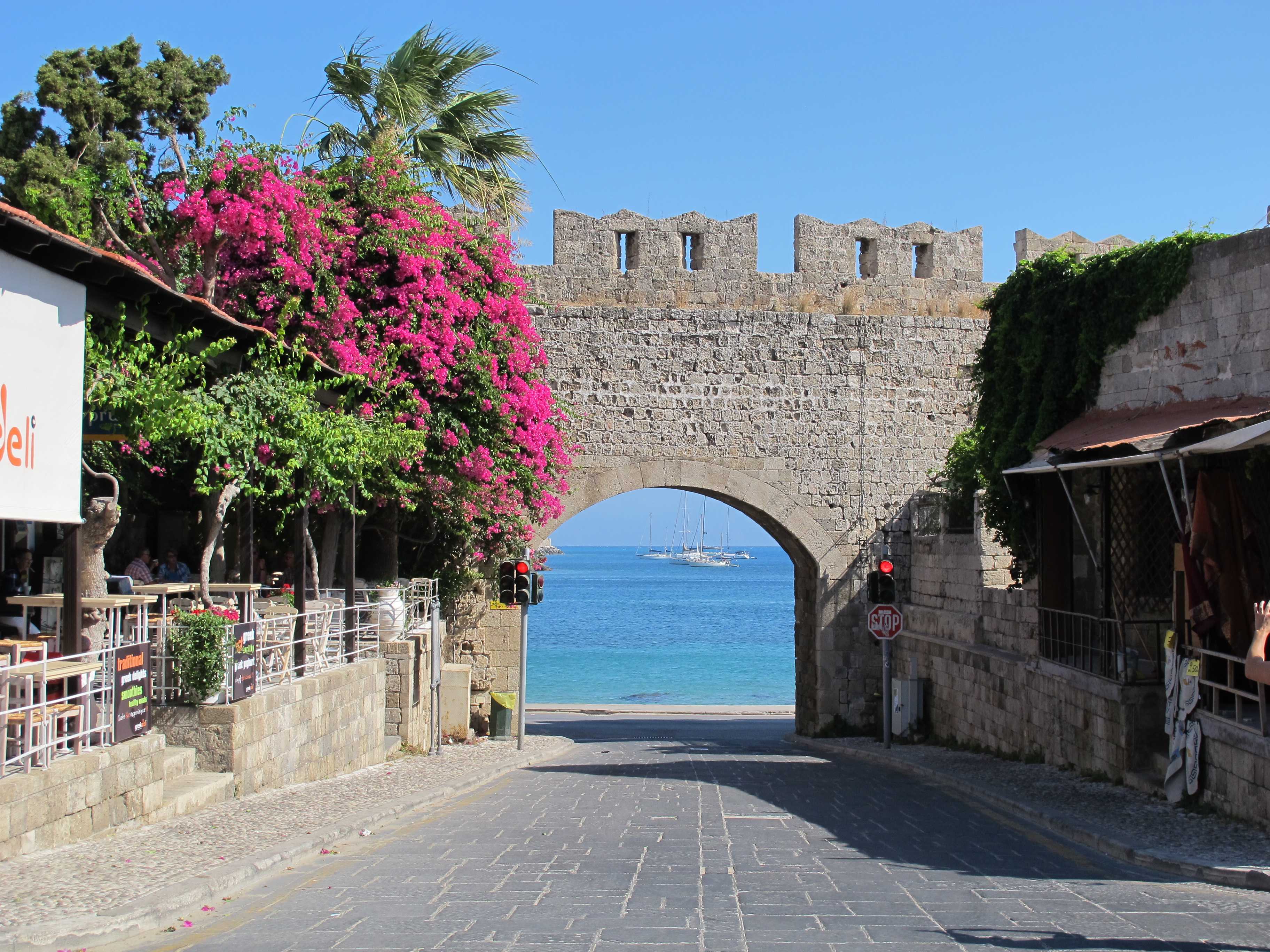
Ворота Богородиці
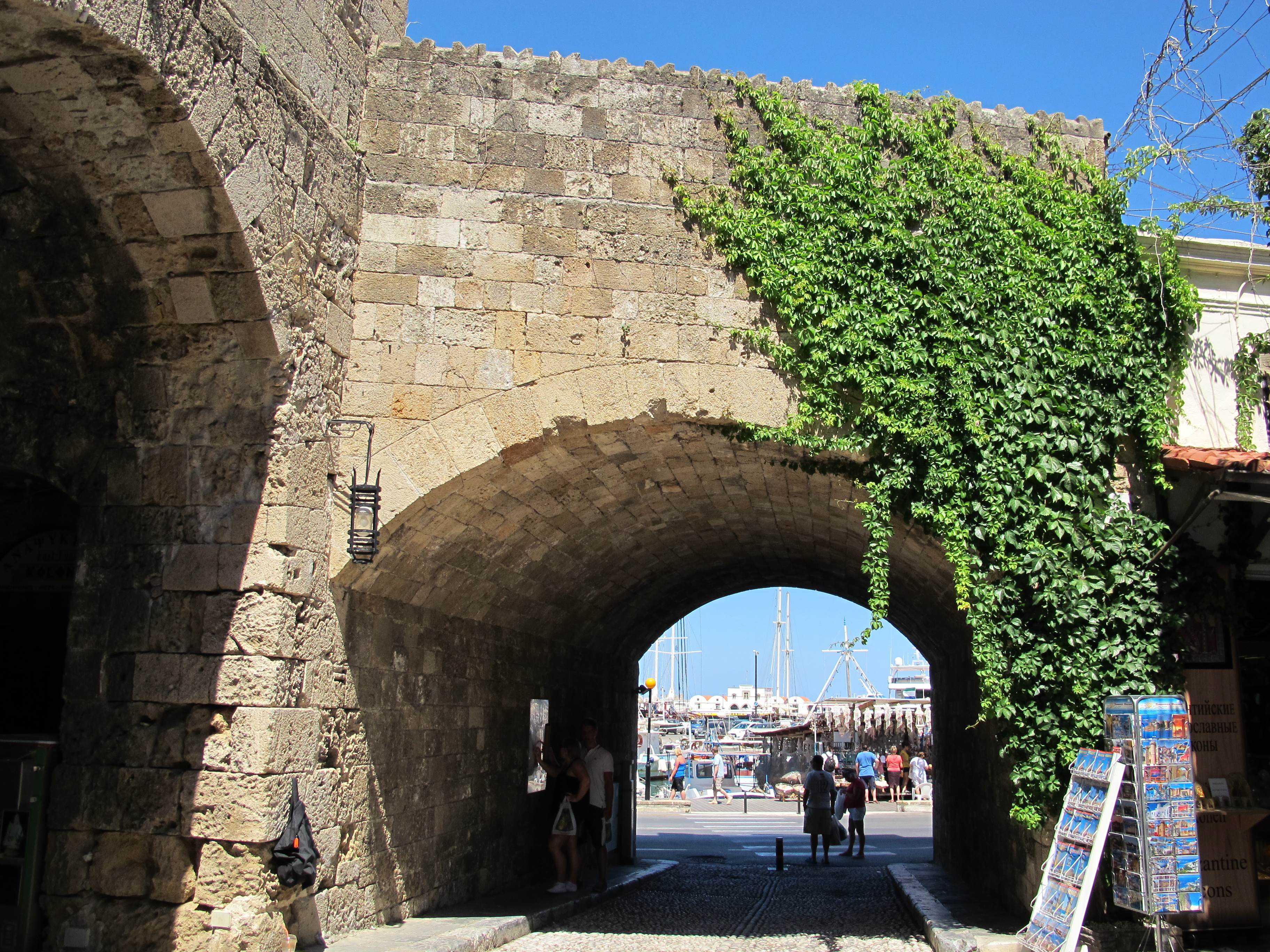
Ворота Арнальдо
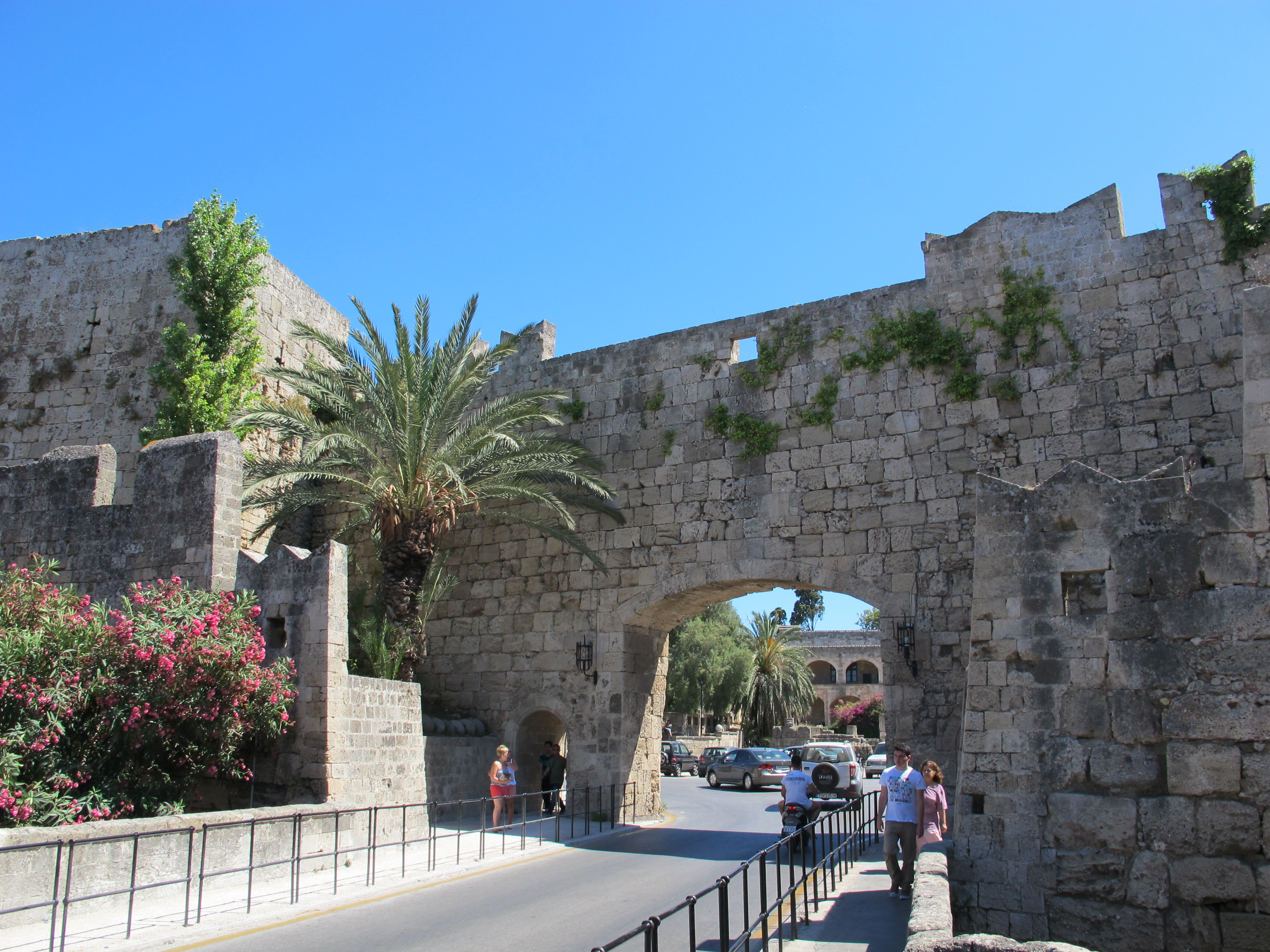
Ворота Свободи
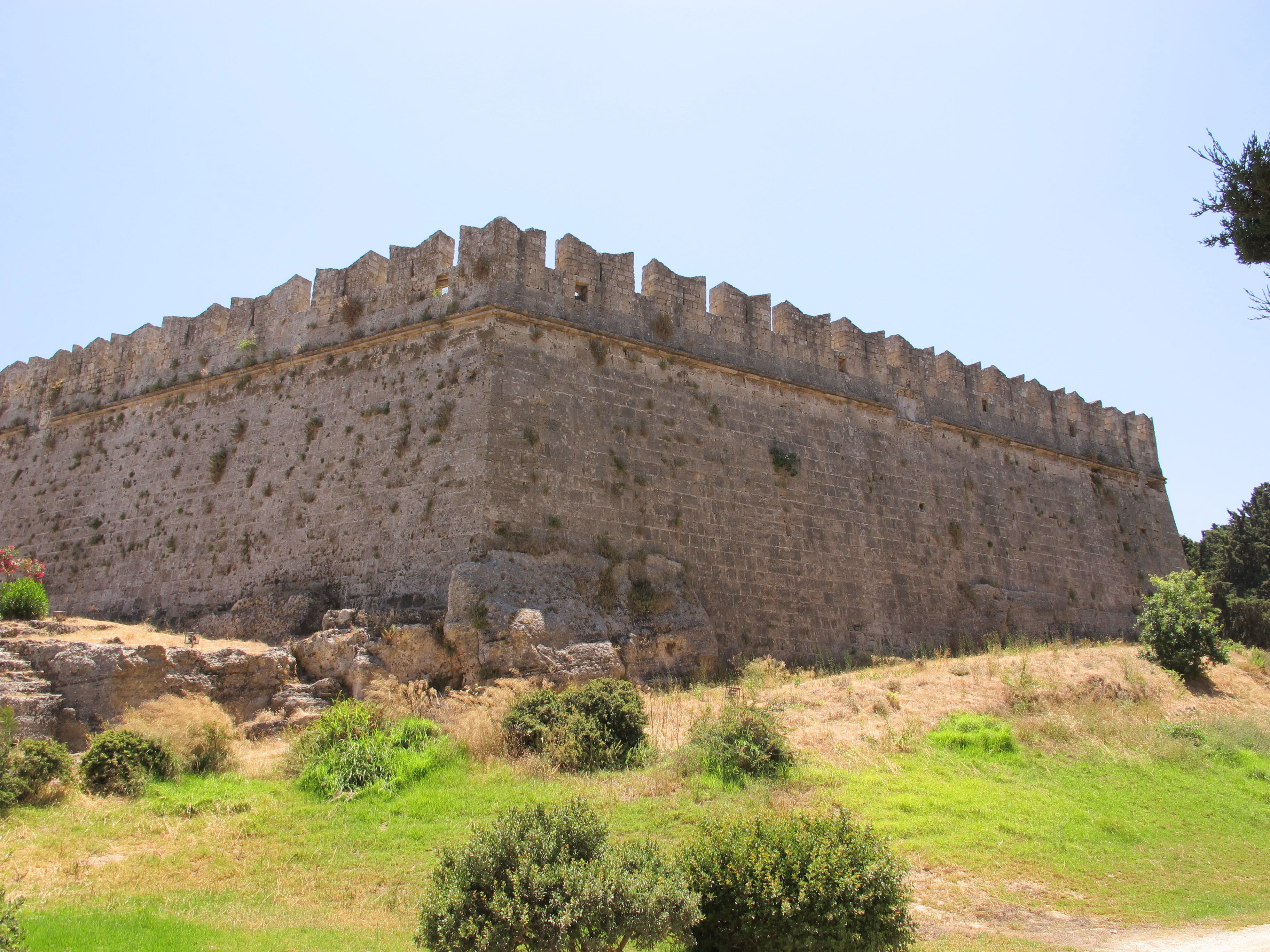
Бастіон святого Георгія
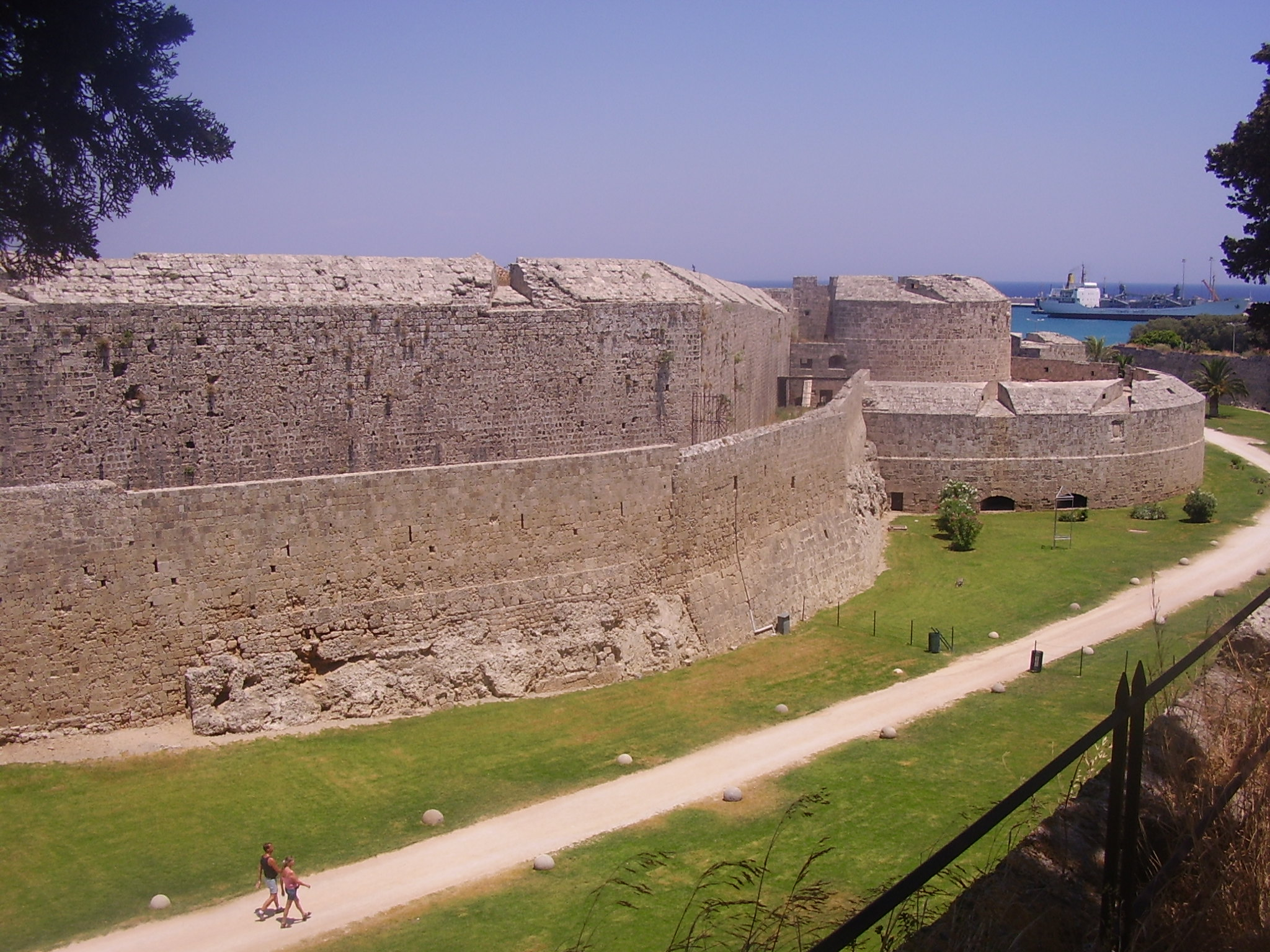
Італійський бастіон
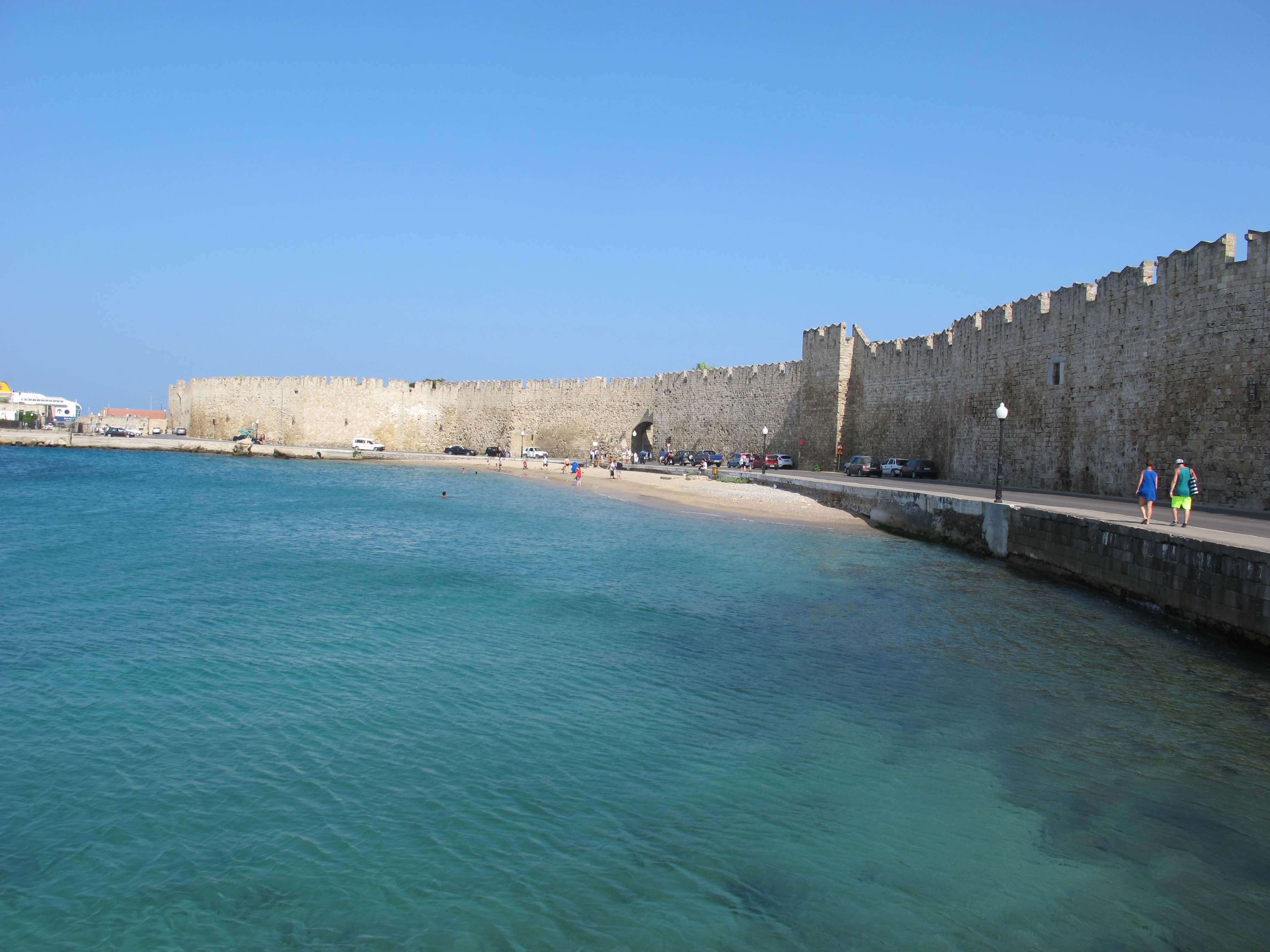
Укріплення зі сторони моря
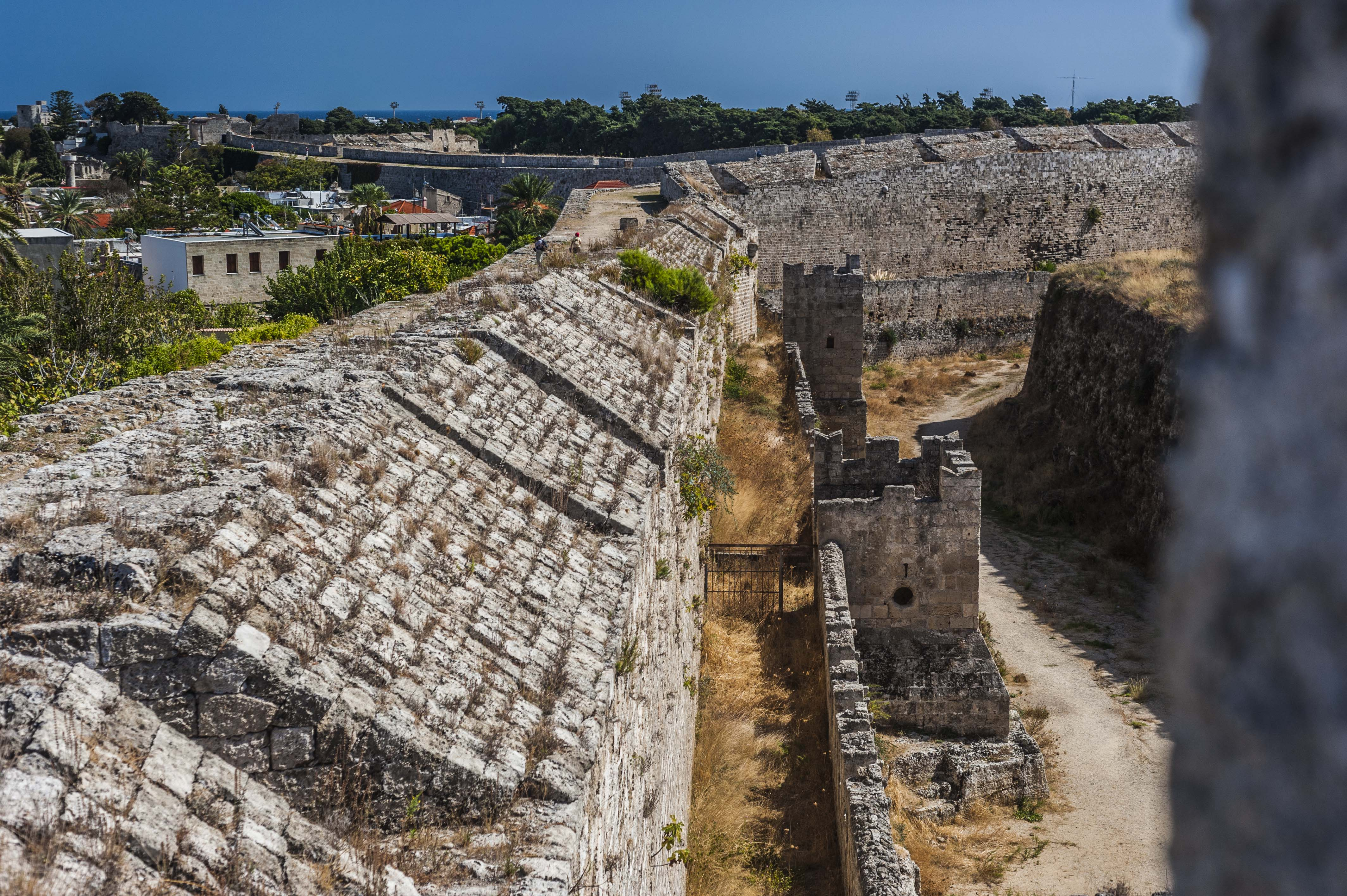
Укріплення